# Плус радио
Плус радио (стилизовано као Plus Radio и Plus Radio US) је информативна и музичка радио-станица из Парк Риџа код Чикага, чији су слушаоци исељеници са простора бивше Југославије.

## О радију
Програм „Плус радија” стартовао је 13. марта 2017. Радио је основан као део медијске компаније „Chicago Desavanja Inc”, које је власник Милош Ђорђевић, музичар и предузетник. Од тада, програм „Плус радија” се емитује беспрекидно 24 часа дневно, а централна адреса за његово праћење је портал plusradio.us, који је у садржајном, комерцијалном и функционалном смислу тесно повезан са порталом „Чикаго дешавања”. Тако су неизоставни делови наведене веб-локације календар догађаја и огласи, уз могућност бесплатног додавања нових ставки од стране посетилаца.
Информативни програм „Плус радија” одвија се свакодневно и састоји се углавном од вести из света музике и филма, тј. културе и уметности, чиме се и оправдава слоган „Ваша позитива”, који се користи од самог почетка рада овог медија. Музички програм се емитује кроз шест тематских канала, које слушаоци могу бирати сходно свом укусу или тренутном расположењу. То су: „Забавна”, „Хит”, „Народна”, „Носталгија”, „Деведесете” и „Kлинци”.
Кључни људи радија су: Милош Ђорђевић (главни и одговорни уредник), Мирослав Петровић, Милена Стефановић, Лазар Јагличић и Ивана Прибаковић.
Програм „Плус радија” се може бесплатно слушати и путем Android и iOS мобилних апликација, али и сајта за онлајн-стриминг TuneIn.